# جيريمي دودسون
جيريمي دودسون (بالإنجليزية: Jeremy Dodson) هو منافس ألعاب قوى ساموي، ولد في 30 أغسطس 1987 في نيويورك في الولايات المتحدة.

## وصلات خارجية
- جيريمي دودسون على موقع الاتحاد الدولي لألعاب القوى (الإنجليزية)
- جيريمي دودسون على موقع الاتحاد الأمريكي لسباقات المضمار والميدان (الإنجليزية)
- جيريمي دودسون على موقع الدوري الماسي (الإنجليزية)
- جيريمي دودسون على موقع TFRRS.org (الإنجليزية)
- جيريمي دودسون على موقع اللجنة الأولمبية الدولية (الإنجليزية)
- جيريمي دودسون على موقع أوليمبيديا (الإنجليزية)